# Fambine
Fambine est un village-île du Sénégal situé sur dans le delta du Sine Saloum, à 150 km au sud de Dakar. Il fait partie de la communauté rurale de Djirnda, dans l'arrondissement de Niodior, le département de Foundiougne et la région de Fatick.
Fambine compte 669 habitants et 30 carrés[Quoi ?]. En 2015 le chef de village est Souleymane O. Sarr.
En 2001 une association française, Les Amis de Fambine, est créée pour soutenir cette communauté.